# Albatross (tecknad serie)
Albatross var en äventyrsserie producerad för den svenska Fantomen-tidningen sedan 1990. Den skapades av Norman Worker (manus) och Alberto Salinas (bild, son till José Luis Salinas) och var på många sätt en "Bernard Prince"-kopia.
När Salinas lämnade serien övertogs tecknandet av Jesús Redondo. "Albatross" lades ner 1996.

## Utgivning
| Titel                  | Författare | Tecknare | Publicering                            |
| ---------------------- | ---------- | -------- | -------------------------------------- |
| "Nefertites leopard"   | Worker     | Salinas  | Fantomen nr 8/1990                     |
| "I farliga farvatten"  | Worker     | Salinas  | Fantomen nr 12/1990                    |
| "Torped i sikte"       | Worker     | Salinas  | Fantomen nr 1/1991 Fantomen nr 14/2005 |
| "Farliga förbindelser" | Worker     | Salinas  | Fantomen nr 7/1991                     |
| "Medicis skatt"        | Worker     | Salinas  | Fantomen nr 24/1991                    |
| "Efterlyst för mord"   | Worker     | Salinas  | Fantomen nr 1/1992                     |
| "Markattan"            | Worker     | Redondo  | Fantomen nr 1/1993                     |
| "Sabas väktare"        | Worker     | Redondo  | Fantomen nr 19/1993                    |
| "Tjejligan"            | Worker     | Redondo  | Fantomen nr 3/1994                     |
| "Joe Albino"           | Guiral     | Redondo  | Fantomen nr 18/1994                    |
| "Piratdrottningen"     | Worker     | Redondo  | Fantomen nr 22/1994                    |
| "Svarta dödens ö"      | Worker     | Redondo  | Fantomen nr 13/1995                    |
| "Sluträkningen"        | Worker     | Redondo  | Fantomen nr 25/1995                    |
| "Suleimans tårar"      | Worker     | Redondo  | Fantomen nr 20/1996                    |

 Artikeln var, i den version den hade den 22 december 2005, helt eller delvis hämtad från Seriewikin (hos Seriefrämjandet): Albatross